# 埃里克二世 (波美拉尼亞)
埃里克二世（波蘭語：Eryk II，1418年—1474年7月5日），波美拉尼亞公爵，1457年至1474年在位。
波美拉尼亞公國由格里芬家族統治，分為施托爾普、沃爾加斯特、斯德丁三個分支。埃里克二世於1457年繼承父親為波美拉尼亞-沃爾加斯特公爵，1459年施托爾普的埃里克一世（前卡爾馬聯合國王）去世，埃里克二世因妻子索菲亞為前者的繼承人而獲得其領地；1464年斯德丁的奧東三世去世，至此埃里克二世統一了格里芬家族所有領地。

## 家庭
埃里克與波吉斯瓦夫九世的女兒索菲亞結婚，兩人共有1子3女：
1. 波吉斯瓦夫（1454年—1523年）
2. 索菲亞（英语：Sophie of Pomerania, Duchess of Pomerania），與梅克倫堡的馬格努斯二世結婚
3. 卡塔里娜，與沃爾芬比特爾的海因里希一世結婚
4. 瑪格麗特，與梅克倫堡的巴爾塔沙（英语：Balthasar, Duke of Mecklenburg）結婚